# 천조전무제도
천조전무 제도(天朝田畝制度)은 청나라 말기 태평천국이 천경에 도읍을 정하고, 1853년에 반포한 정책 강령이다. 내용은 토지 제도의 개혁이 중심이었지만, 중앙과 지방의 정치 제도, 나아가 경제 제도에도 미치고 있다.

## 내용
1. 토지 제도에 관한 것이다. 토지를 생산하여 9개의 등급으로 나눠, 그 분배의 원칙과 방법을 보여 주었다. “논이 있으면 모두에서 경작하고, 음식이 있으면 모두가 먹고, 옷이 있으면 모두 입는다. 화폐가 있으면 다같이 사용한다.” “고르지 않은 곳은 없고, 굶는 자도 없다”는 이상 사회를 실현하자는 것이었다.
2. 생활 물자의 분배에 관한 것이다.
3. 농촌의 사회 구조에 관한 것이다. 농촌을 태평천국의 군제에 맞게 군(軍), 사(師), 려(旅), 졸(卒), 양사마(兩司馬)라는 조직으로 다시 편성한다.
4. 인사 제도. 각급 관직을 조내관(朝内官), 군관(軍官), 지방에는 향관(郷官)의 3종으로 나누어 매년 한번 인재 추천을 하고 3년에 한 번 승진과 강등을 실시한다.
5. 교육 제도. 25호마다 예배당을 하나 지어 예배당이 학교를 겸하고 종교 교육을 실시한다.
6. 사법 제도. 각 군에 ‘전형법’(典刑法) 2명을 두고 정전형법은 사수(師帥)가 부전형법(副典刑法)은 여수(旅帥)가 겸임한다. 민간의 소송이 있을 때 먼저 양사마가 조정하며, 해결되지 않을 때에는 순차적으로 상급의 향관이 중재를 담당한다.

## 결과
천조전무 제도는 공포되긴 했으나 자주 이어진 전쟁과 기타 요인에 의해 결국 실시되지 못했다.